# Antonio, el ballarí
Antonio Ruiz Soler (Sevilla, 1921 - Madrid, 1996), conegut mundialment com a Antonio, el ballarí o Antonio va ser ballarí i coreògraf de dansa espanyola. És considerat com una llegenda i figura mítica d'aquesta.
Ja des de nen va destacar a l'escola bolera. Als anys quaranta va participar en algunes pel·lícules de cinema a Hollywood. Als anys cinquanta va conèixer la ballarina Rosita Segovia, amb qui de seguida va connectar i amb la qual va formar una companyia de dansa dirigida per ell. Van ser parella artística durant una vintena d'anys, actuant per països arreu del món. Posteriorment ha estat director del Ballet Nacional de España de dansa espanyola. Ha format altres grans ballarins de dansa espanyola, com Paco Romero i Antonio Márquez.
Antonio Márquez li ha creat una coreografia com a homentage: Antonio.

## Formació
Antonio va iniciar la seva formació a l'escola bolera de Realito a la seva Sevilla natal, quan tenia sis anys. Va estudiar dansa clàssica amb Ángel Pericet. Més tard va ampliar la seva formació amb els mestres Otero i Pericet, i flamenc amb el mestre Frasquillo.

## Carrera professional
En 1928, als només set anys, va començar a actuar com a nen prodigi amb una altra nena, Rosario (Florencia Pérez Padilla), al Teatro Duque de Sevilla. Va passar la seva infància actuant a festes privades, cafès cantants i teatres de Sevilla. Posteriorment actuaria amb altres nens, coneguts com Los Chavalillos Sevillanos fora de la seva ciutat natal, primer per Andalusia, després a Madrid i més tard a Barcelona.
En octubre de 1936, quan es trobava actuant amb la Rosario a França, van saber que a Espanya començava una guerra civil, la guerra civil espanyola, per la qual cosa van decidir no tornar-hi i marxar a Amèrica. De 1937 a 1949 ell i la Rosario van actuar, com a Antonio y Rosario, exclusivament a països americans, com Argentina, Xile, Perú, Colòmbia, Veneçuela, Cuba, Mèxic, Brasil i Estats Units, en un espectacle de Carmen Amaya. En 1943, Antonio va estrenar la seva primera coreografia, Corpus Christi en Sevilla, a Nova York. En tornar a Europa ja els havien oblidat, i a més en aquests anys havien crescut i ja no podien ésser venuts com al mateix producte. Un empresari madrileny però els va contractar per a actuar al Teatro Fontalba, on van tenir gran èxit, i això els va permetre actuar de nou en aquest continent, a festivals com el d'Edimburg o l'Internacional d'Holanda, i a països com França, Bèlgica, Itàlia, Suïssa, Dinamarca o Anglaterra. En 1952, l'Antonio i la Rosario es van separar artísticament.
En 1953 va formar parella artística amb Rosita Segovia. Junts van crear els fonaments del que més tard seria una companyia de dansa amb trenta-cinc ballarins, encapçalats per l'estrella Rosita Segovia i que va dirigir l'Antonio: el van anomenar Antonio Ballet Español. La seva feina de director incloïa tasques d'escenografia i luminotècnia, i per exemple va crear uns efectes de llum que posteriorment van ser molt copiats. Des del primer moment va tenir un èxit rotund i va actuar a gires per tot el món. En 1965 la companyia rep el nou nom d'Antonio y sus Ballets de Madrid. El 1969 Rosita Segovia va decidir retirar-se de les taules com a ballarina, i va deixar la companyia per a dedicar-se a la difusió de la dansa espanyola a través de la docència a dues escoles i la direcció d'una altra companyia de dansa, per a la qual va seguir coreografiant. Els anys setanta van ser cada vegada més fluixos per a Antonio i va començar a preparar la seva retirada.
En 1978 va fer una gira d'acomiadament amb els seus millors èxits i el 1979 es va retirar oficialment com a ballarí. En 1980 el Ministeri de Cultura d'Espanya el va nomenar director del Ballet Nacional Español de dansa espanyola i al cap de tres anys el mateix ministeri el va destituir del càrrec.

## Premis i reconeixements
- 1950: Orde d'Isabel la Catòlica (Espanya)
- 1952: Medalla d'Or del Círculo de Bellas Artes de Madrid
- 1959: Medalla d'Or Extraordinària Círculo de Bellas Artes de Madrid
- 1960: Nova Medalla d'Or Extraordinària Círculo de Bellas Artes de Madrid
- 1962: Medalla d'Or de la Royal Academy of Dance de Londres
- 1963: Medalla d'Honor de les Nacions Unides
- 1963: Primer Premi de l'Acadèmia de la Dansa de París
- 1964: Medalla d'Or de la Reial Acadèmia de la Dansa de Suècia
- 1966: Medalla d'Or de l'Escola de la Dansa de Moscou
- 1967: Medalla d'Or de la Scala de Milà

## Fons
El Centre de Documentació i Museu de les Arts Escèniques té el fons de l'artista, on hi ha una quantitat de peçes d'indumentària del ballet d'Antonio.